# Bengou
Bengou est une localité et une commune rurale du Niger, du département de Gaya, région de Dosso.

## Géographie
La localité de Bengou est située à 22 km au nord-est du chef-lieu départemental Gaya.
| Tanda | Bana     |                  |
| Gaya  | Bengou   | Dandi ( Nigeria) |
| Gaya  | Tounouga |                  |

## Histoire
La commune rurale de Bengou instaurée en 2002, est issue du canton de Bana.

## Population
Lors du recensement général de 2012, la population communale est relevée à 18 469 habitants. La localité compte 12 329 habitants en 2012.

## Localités
La commune s'étend sur  4 villages et 19 hameaux au sud-est du département de Gaya.

## Services et infrastructures
- Centre de Santé Intégré (CSI) à Bengou[5].
- Collège d'enseignement général (CEG) à Bengou.